# Ligkayan Bigkay
Ligkayan Bigkay   (segle XX - 20 de novembre de 2023) va ser una líder ecologista lumad. Fou la primera i única dona líder en la història del poble Manobo. Era defensora dels drets dels pobles indígenes i, des de 1994, va defensar les terres ancestrals del poble Manobo i la serralada del Pantaron, serralada que alberga un dels boscos verges més grans que queden a les Filipines. La serralada també aflueix d'aigua dels principals rius de Mindanao, inclosos el riu Mindanao, el riu Pulangi, el riu Davao, el riu Tagoloan i els principals afluents del riu Agusan. Bigkay rep el títol honorífic Bai que està reservat a les dones Mindanaon amb estatus i Bibyaon que és el títol que reben els caps de la seva tribu.
Va ser una de les líders que es van oposar a les operacions de tala que haurien destruït les terres ancestrals de Manobo a Talaingod, Davao del Nord.
Bigkay va rebre el 2017 el Gawad Tandang Sora, de la Universitat de les Filipines, per liderar la lluita dels pobles indígenes pels drets humans i la dignitat. Va ser aclamada com "la Tandang Sora del camp […] Mare dels Lumads que inspira la revolució del poble filipí per l'autodeterminació i la llibertat nacionals".
També va ser reconeguda com a persona més distingida del 5è Gawad Bayani ng Kalikasan (premi Heroi del Medi Ambient) el 2018.